# Danilo Türk
Danilo Türk (Maribor, 19 de febrer de 1952) és un jurista i diplomàtic que fou president d'Eslovènia entre el desembre del 2007 i el desembre del 2012.